# Margaret River (Fitzroy River)
Der Margaret River ist ein Fluss in der Region Kimberley im Norden des australischen Bundesstaates Western Australia.

## Geografie
Der Fluss entspringt nördlich von Halls Creek im Ostteil der Mueller Ranges und fließt von dort nach Westen, größtenteils entlang des Great Northern Highway. Bei Fitzroy Crossing mündet er in den Fitzroy River.

### Nebenflüsse mit Mündungshöhen
Der Fluss hat folgende Nebenflüsse:
- Station Creek – 374 m
- Rocky Hole Creek – 363 m
- Gidgia Creek – 346 m
- Grimpy Creek – 286 m
- Lally Creek – 280 m
- Mary River – 253 m
- Wirara Creek – 213 m
- Gliddon River – 206 m
- Spring Creek – 201 m
- O’Donnell River – 188 m
- Hilfordy Creek – 164 m
- Leopold River – 157 m
- Louisa River – 147 m
- Mount Pierre Creek – 127 m
- Boab Creek – 119 m

## Namensherkunft
Der Fluss wurde 1879 vom Entdecker Alexander Forrest während seiner Expedition in die Kimberley-Region benannt. Er gab ihm den Namen seiner Schwägerin Margaret Elvire Forrest, der Frau seines Bruders John Forrest, dem damaligen Premierminister von Western Australia.

## Fischbestand
Man findet Fischarten, wie Barramundi (Lates calcarifer), Süßwasser-Sägerochen (Pristidae), Tigerfische (Terapontidae) und Korallenwelse (Plotosidae) im Flusssystem.

## Wassernutzung
Das Public Workes Department of Western Australia installierte 1966 einen Pegel am Eingang zur Margaret River Gorge. Immer wieder gibt es Vorschläge, das Wasser im Einzugsgebiet des Fitzroy River für die Siedlungsgebiete im Südwesten des Staates, vornehmlich um die Hauptstadt Perth, zu nutzen.